# Veerakkalpudur
Veerakkalpudur là một thị xã panchayat của quận Salem thuộc bang Tamil Nadu, Ấn Độ.

## Nhân khẩu
Theo điều tra dân số năm 2001 của Ấn Độ, Veerakkalpudur có dân số 16.358 người. Phái nam chiếm 52% tổng số dân và phái nữ chiếm 48%. Veerakkalpudur có tỷ lệ 77% biết đọc biết viết, cao hơn tỷ lệ trung bình toàn quốc là 59,5%: tỷ lệ cho phái nam là 83%, và tỷ lệ cho phái nữ là 71%. Tại Veerakkalpudur, 9% dân số nhỏ hơn 6 tuổi.